# 알베르토 마침바레나
알베르토 마침바레나 아기레벵고아(스페인어: Alberto Machimbarrena Aguirrebengoa; 1888년 3월 31일, 바스크 주 산 세바스티안 ~ 1923년 7월 19일, 마드리드 주 마드리드)는 스페인의 전 축구 선수로, 현역 시절 미드필더로 활약하였다.

## 생애
현역 선수 시절, 그는 두 구단에서 활약하였다: 한 곳은 고향의 레알 소시에다드이며 다른 한 곳은 레알 마드리드였다. 레알 마드리드에서 활약할 당시 그는 마드리드에서 건축학도 전공했다.
그는 레알 마드리드 선수단을 통솔하기도 했는데, 1917년 코파 델 레이 우승 당시 선수단의 주장을 맡았다. 그는 레알 마드리드 소속으로 8번의 공식 경기에 출전했는데, 모두 코파 델 레이 경기로, 이 대회에서 득점을 한 적은 없다. 레알 소시에다드 소속으로, 그는 1910년과 1922년 사이에 30번의 공식 경기에 출전했다.
은퇴 후, 그는 선수 수급에 어려움을 겪는 레알 소시에다드로 복귀해 몇 경기 출전했다.
그러나 그는 마드리드의 과다라마에서 결핵으로 1923년에 35세의 젊은 나이로 영면에 들었다.
1925년, 마침바레나와 소테로 아랑구렌(또다른 레알 마드리드 선수로 그도 젊은 나이에 영면에 들었다)의 동상이 제작되어 현재 산티아고 베르나베우의 선수단 탈의실 입구에 세워졌다.

## 수상
레알 마드리드
- 코파 델 레이: 1917
- 중부 선수권 대회: 1915–16, 1916–17